# Операция „Фуста“
„Операция Фуста“ (на английски: Operation Petticoat) е американска комедия от 1959 година с участието на Кари Грант и Тони Къртис.

## Сюжет
1959 година. Контраадмиралът от Военноморските сили на САЩ Мат Шърман (Кари Грант) обхожда остарялата подводница USS Sea Tiger преди нейното последно плаване към депото за отпадъци. Като неин първи командващ офицер, Шърман разлиства военно-временния корабен дневник и изпада в спомени.
10 декември 1941 година. Японско въздушно нападение сварва USS Sea Tiger докато е закотвена в американска военноморска база във Филипините. Старши лейтенант Шърман и неговия екипаж са започнали спешен ремонт и се надяват да успеят да отплават за Дарвин, Австралия преди японците да нахлуят в пристанището. Вярвайки, че няма шанс да се отремонтира USS Sea Tiger, командирът на ескадрона пренасочва членовете от екипажа на Шърман на други подводници, давайки им обещание, че ще ги призове, когато ремонта е извършен. Новият заместник командир на USS Sea Tiger е младши лейтенант Ник Холдън (Тони Къртис), адютант на адмирала, който няма никакъв опит и знания да командва подводница. Той е станал морски офицер не от патриотизъм, а за да се измъкне от мизерията и да си намери богата съпруга.
Холдън проявява изключителни умения като чистач и художник, след като е назначен от Шърман за офицер по материалната част. Той се сближава със сержант Рамон Галярдо (Кларънс Лунг), бивш затворник, осъден за незаконно присвояване на армейска собственост и двамата заедно осигуряват необходимите за ремонта на подводницата материали. Каквото не успяват да открият в складовете го намират от цивилни източници по съмнителен начин.
Не напълно възстановена и едва годна за плаване, задвижвана само с два от четирите си дизелови двигатели, подводницата е спусната на вода и достига до остров Мариндюк. Там Шърман неохотно се съгласява да бъдат евакуирани пет военни медицински сестри, блокирани на острова. Холдън е привлечен от младши лейтенант Барбара Дюран (Дина Мерил), докато Шърман има поредица от смущаващи срещи с добре надарената, но тромава младши лейтенант Долорес Крандъл (Джоан О′Браян). По-късно, докато Шърман се подготвя да атакува вражески танкер, закотвен на кея, Крандъл изстрелва торпедото преждевременно. То пропуска кораба и взривява един камион, паркиран на брега. Не вярващ на очите си, Шърман изтегля подводницата в открито море.
Капитан Шърман се опитва да остави сестрите на брега в Себу, но армията отказва да ги приеме, защото японците са прекалено близо. Понеже Шърман не е в състояние да осигури необходимите им части и провизии, той позволява на Холдън да организира нелегално казино, за да се снабдят с нещата, ограбвайки войниците. Командирът на торпедния отсек Молумфри (Джий Евънс) иска боя, за да бъде пребоядисана подводницата. Холдън успява да се сдобие с известно количество ярко червена и бяла боя, но за да стигне за цялата подводница двата цвята трябва се смесят. В резултат на това се получава ярко розов цвят и USS Sea Tiger се сдобива с нова окраска. Внезапно японско въздушно нападение принуждава екипажа да отплава преждевременно, преди подводницата да е покрита с армейски сив цвят.
До командването на съюзниците достига новината, че странна розова подводница оперира в морето Сулавеси. Смятайки, че това е японски трик, е издадена заповед тя да бъде потопена незабавно. Един американски разрушител забелязва подводницата и открива огън. Шърман отвежда подводницата в дълбините и по нея са изстреляни дълбочинни бомби. Шърман се опитва да заблуди екипажа на разрушителя изхвърляйки в морето гориво, одеяла, възглавници и спасителни жилетки, но атаката продължава. Накрая, по предложение на Холдън е изхвърлено бельото на сестрите. Сутиена на Крандъл убеждава командира на разрушителя, че японците нямат нищо общо с това и огъня е прекратен. Розовата USS Sea Tiger се добира до Дарвин доста поочукана, но на собствен ход.
Пристигането на командир Ник Холдън, заедно със съпругата му, бившия лейтенант Дюран и техните синове, прекъсват спомените на Шърман. Той обещава на Холдън командването на нова атомна подводница, която да бъде кръстена USS Sea Tiger. Съпругата на Шърман, бившия лейтенант Крандъл пристига по-късно, заедно с дъщерите им и по невнимание блъска автомобила си в задната част на армейския автобус, заклещвайки я в бронята му. Когато автобусът тръгва, той повлича колата след себе си. Шърман убеждава съпругата си, че ще го настигнат при портала. Капитан Холдън подкарва USS Sea Tiger на нейното последно плаване.

## В ролите
- Кари Грант като капитан Матю „Мат“ Шърман
- Тони Къртис като старши лейтенант Никълъс „Ник“ Холдън
- Джоан О′Браян като младши лейтенант Долорес Крандъл
- Дина Мерил като младши лейтенант Барбара Дюран
- Джий Еванс като командира на торпедния отсек „Мо“ Молумфри
- Дик Сарджънт като знаменосеца Стовал
- Артър О′Конъл като главния механик Сам Тостин
- Вирджиния Грег като майор Една Хейууд
- Робърт Ф. Саймън като капитан Хендерсън
- Робърт Гист като лейтенант Уотсън
- Гавин МакЛеод като писаря Ърнест Хънкъл
- Джордж Дън като пророка
- Дик Крокет като старшина Хармън
- Мадлин Ру като младши лейтенант Рейд
- Мериън Рос като младши лейтенант Колфакс
- Кларънс Лунг като сержант Рамон Галярдо
- Франки Даро като фармацевта Дуули
- Тони Пастор като Фокс
- Робърт Ф. Хой като Рейнър
- Ники Блеър като моряка Краус
- Джон Морли като Уилямс
- Рей Остин като моряка Остин

## Награди и номинации
- Награда Златен Лоуръл от наградите Лоуръл за най-добра комедийна мъжка роля на Кари Грант от 1960 година.
- Второ място за наградата Златен Лоуръл от наградите Лоуръл за най-добра комедия от 1960 година.
- Номинация за Оскар за най-добър оригинален сценарий на Пол Кинг, Джоузеф Стоун, Стенли Шапиро и Морис Ричлин от 1960 година.
- Номинация за Златен глобус за най-добър мюзикъл или комедия от 1960 година.
- Номинация за Златен глобус за най-добра мъжка роля в мюзикъл или комедия на Кари Грант от 1960 година.
- Номинация за наградата на „Сценаристката гилдия на Америка“ за най-добър американски сценарий на комедия на Пол Кинг, Джоузеф Стоун, Стенли Шапиро и Морис Ричлин от 1960 година.[1]